# Сердик
Сердик — река в России, протекает в Немском районе Кировской области. Устье реки находится в 105 км по левому берегу реки Лобань. Длина реки составляет 23 км, площадь водосборного бассейна 66,3 км².
Исток реки в лесном массиве в урочище Большая Барановщина к северу от деревни Святополье (Марковское сельское поселение) и в 27 км к северо-востоку от посёлка Нема. Река течёт на юго-запад, протекает деревню Святополье, ниже течёт по ненаселённому лесному массиву. Впадает в Лобань, по которой здесь идёт граница Немского и Кильмезского районов выше деревни Осиновка (Рыбно-Ватажское сельское поселение).

## Данные водного реестра
По данным государственного водного реестра России относится к Камскому бассейновому округу, водохозяйственный участок реки — Вятка от водомерного поста посёлка городского типа Аркуль до города Вятские Поляны, речной подбассейн реки — Вятка. Речной бассейн реки — Кама.
По данным геоинформационной системы водохозяйственного районирования территории РФ, подготовленной Федеральным агентством водных ресурсов:
- Код водного объекта в государственном водном реестре — 10010300512111100039788
- Код по гидрологической изученности (ГИ) — 111103978
- Код бассейна — 10.01.03.005
- Номер тома по ГИ — 11
- Выпуск по ГИ — 1